# Organización Internacional de Empleadores
La Organización Internacional de Empleadores (OIE, International Organization of Employers) ha sido reconocida desde su creación en 1920 como la única organización que representa en el plano internacional los intereses del empresariado en los debates sobre cuestiones de política social y de empleo de la Organización Internacional del Trabajo, las Naciones Unidas, el G20 y en otros foros emergentes. A septiembre de 2019, está formada por 156 organizaciones nacionales de empleadores en 145 países. La OIE es reconocida como una voz potente y equilibrada para las empresas a nivel internacional.
La OIE actúa como Secretaría del Grupo de los Empleadores ante la Conferencia Internacional del Trabajo, el Consejo de Administración de la OIT y otras reuniones relacionadas con la OIT.

## Gobernanza
La estructura de la OIE se establece en los Estatutos de la Organización, y está formada por tres elementos: el Consejo General, compuesto por todos nuestros miembros a nivel mundial; la Junta Directiva, que es elegida por los miembros y los representa; la Secretaría ubicada en Ginebra, en el centro de operaciones de la OIE. Cada uno cuenta con un papel y unas responsabilidades específicas.
En la reunión anual, abierta a todos los miembros, el Consejo General aprueba un Programa de Acción para el siguiente año, que ha sido propuesto por la Junta Directiva. También aprueba las decisiones o resoluciones que orientan las actividades de la OIE y que reflejan las prioridades, necesidades y expectativas de los miembros.
El Consejo General también ofrece a los miembros la oportunidad de expresar sus opiniones sobre los informes financieros y de actividad presentados por el presidente, el Secretario General, el vicepresidente para la OIT y el Tesorero en nombre de la Junta Directiva.
El Sr. Erol Kiresepi es actualmente el presidente de la OIE, y el actual Secretario General de la OIE es Roberto Suárez Santos.

## Misión, visión y valores
La misión de la OIE consiste en crear un entorno económico sostenible en todo el mundo, en colaboración con sus miembros y socios, que promueva la libre empresa y sea justo y beneficioso tanto para las empresas como para la sociedad.
Su visión consiste en servir a sus miembros a través de la defensa y promoción de los intereses de los empleadores y de las empresas en los debates de política internacional.
La OIE valora el diálogo abierto, los resultados orientados a la adopción de medidas y el compromiso conjunto.

## Servicios
Para miembros
La OIE ofrece una amplia gama de servicios: 
- Promoción en nombre de sus miembros y de sus afiliados en asuntos de políticas de empleo en debates internacionales.
- Foros para la creación de redes y colaboración entre los miembros para potenciar su capacidad como principales proveedores de servicios para sus afiliados y ser unos defensores eficaces e influyentes en su nombre.

Servicios personalizados y exclusivos para miembros particulares:
- Participación en las reuniones internacionales convocadas por la OIT y otras organizaciones internacionales.
- Asistencia técnica en temas sociales y de empleo.
- Apoyo y solidaridad con las organizaciones miembro en situaciones de dificultad.
- Desarrollo de capacidades y formación.
- Reconocimiento internacional.

Para empresas
La OIE ofrece creación de redes  empresariales, así como una variedad de espacios y plataformas de aprendizaje. 
Socios empresariales: apoyo y servicios personalizados sobre una serie de cuestiones (por ejemplo, en derechos humanos y conducta empresarial responsable), y participación en debates a nivel mundial en la OIT y en otras organizaciones.
GIRN (Red Mundial de Relaciones Laborales) y GOSH (Red Mundial de Seguridad y Salud en el Trabajo): iniciativas únicas de la OIE adaptadas a las necesidades de los profesionales de alto nivel, y foros exclusivos y confidenciales para debatir sobre cuestiones prácticas fundamentales con homólogos internacionales.
Mecanismo empresarial del FMMD (Foro Mundial sobre Migración y Desarrollo): una iniciativa de la OIE que busca movilizar a las organizaciones empresariales de todo el mundo para que participen en cuestiones de migración. De este modo, aumentan su concienciación y participación en la labor del FMMD, un proceso gubernamental que estudia enfoques multilaterales para las políticas de migración y desarrollo.
GAN (Red Mundial de Aprendizaje): Coalición internacional al más alto nivel ejecutivo de empresas, organizaciones y organizaciones de empleadores dedicada a la creación de empleo para jóvenes y de competencias para las empresas.